# Fiasco: La aventura militar estadounidense en Irak
Fiasco: La aventura militar estadounidense en Irak (2006) es un libro del corresponsal en el Pentágono del Washington Post, Thomas E. Ricks. Fiasco aborda la historia de la guerra de Irak desde la fase de planificación hasta las operaciones de combate en 2006 y sostiene que la guerra fue mal planificada y ejecutada. Ricks basó su libro en parte en entrevistas con personal militar involucrado en la planificación y ejecución de la guerra de Irak. En 2009, Ricks publicó una secuela The Gamble: General David Petraeus and the American Military Adventure in Iraq, 2006-2008. Fiasco fue finalista del Premio Pulitzer de No ficción general de 2007.

## Resumen
El libro alega que la planificación de la guerra de Irak fue mal administrada tanto por el propio presidente, George Bush, como por el ejército estadounidense. Luego, Ricks describe las luchas internas entre los principales asesores políticos como Colin Powell, Paul Wolfowitz, Donald Rumsfeld y el ejército. Ricks incluye citas de generales retirados de la guerra de Irak, del ejército y de varios funcionarios de alto nivel, ambos trabajando para la administración de Bush y el contingente de planificación de Douglas Feith. Al entrar en la guerra, Ricks alega varios problemas de comunicación y mala gestión de las tácticas de combate del ejército, además de criticar la estrategia general. Ricks también critica duramente las acciones de L. Paul Bremer y explora su impacto como jefe de la Autoridad Provisional de la Coalición.